# Leo Saperloter
Leo Saperloter, auch geführt unter Leo Sapperloter, ist ein kurzes deutsches Stummfilmlustspiel aus dem Jahre 1911 von Heinrich Bolten-Baeckers mit Leo Peukert und Mizzi Parla in den Hauptrollen.

## Handlung
Leo und Mizzi Saperloter haben sich vor dem Scheidungsrichter eingefunden, da Frau Saperloter nicht mehr länger bereit ist, die eheliche Untreue ihres Gatten zu ertragen. Während ihr Rechtsanwalt den Charakter von Herrn Saperloter in düsteren Farben schildert, vertut sich Saperloters Rechtsbeistand in seinen Verteidigungsakten und trägt in seinem Plädoyer seine geplante Rede für einen von ihm vertretenen Raubmörder vor. So übernimmt Leo kurzerhand seine eigene Verteidigung, was die Sache aber nicht besser macht – zu erdrückend sind die Beweise gegen ihn: So hat er ein Techtelmechtel mit dem Stubenmädchen und wurde überdies dabei ertappt, wie er mit Frau Saperloters Modistin in einem Separee verschwand. Eine Scheidung wird aufgrund dieser außerehelichen Extravaganzen unumgänglich, und beide Ex-Eheleute müssen sich auch von ihrer gemeinsamen Wohnung verabschieden.
Ein Jahr ist seitdem vergangen, und Frau Saperloter möchte sich nach all dem Stress eine Erholungsreise gönnen. In der fremden Stadt angekommen, will sie Quartier in dem Hotel Reichshof nehmen. Der Zufall will es, dass auch Leo Saperloter aus geschäftlichen Gründen vor Ort erwartet wird. Er hatte telegrafisch ein Zimmer im Reichshof gebucht. Als man Mizzi Saperloter mitteilt, dass der Reichshof komplett ausgebucht ist, sieht der Portier die Zimmerbuchung Leos und glaubt, dass beide Personen identisch sein müssen. Kurzerhand überlässt man Mizzi das für Leo reservierte Zimmer Nr. 11. Spätabends trifft auch Leo ein und tappt müde in die Nr. 11. Mizzi schreckt hoch, als das Licht angeht und versteckt sich hinter der Bettdecke, während sich Leo diskret in das Badezimmer zurückzieht. Ein unfreiwilliges Bad in der Wanne ist die Folge. Am nächsten Morgen will sich Leo seiner Mizzi nähern, doch die zeiht die Flucht vor und verlässt das Hotel. Ihr folgend, kann Leo Mizzi vor zwei Ganoven, die versuchen, sie auszurauben, retten. Nun steht einer Versöhnung nichts mehr im Weg, und innerhalb eines Jahres ist das wiederverheiratete Ehepaar Eltern von Drillingen.

## Produktionsnotizen
Leo Saperloter wurde am 9. Dezember 1911 uraufgeführt. Der Dreiakter besaß eine Länge von 424 Meter.

## Kritiken
Die Kinematographische Rundschau schrieb: „Ein sehr hübsches, feines Lustspiel, dessen großer Erfolg sowohl in der guten, durchaus natürlichen Handlung, als auch in der brillanten Darstellung und tadellose Inszenierung liegt“.
Im Deutschen Volksblatt heißt es: „Das Spiel der Mitglieder des Berliner Residenztheaters erregt allabendlich Stürme von Heiterkeit“. 
Das Grazer Tagblatt nannte den Film „ein wirklich herzerquickendes, feingezimmertes Salonstück. Seine  heitere Wirkung wird noch erhöht durch die Hauptdarsteller Mizi [sic!] Parla und Leo Peukert“. 